# Freissinières
Freissinières – miejscowość i gmina we Francji, w regionie Prowansja-Alpy-Lazurowe Wybrzeże, w departamencie Alpy Wysokie.

## Demografia
Według danych na rok 1990 gminę zamieszkiwało 167 osób, a gęstość zaludnienia wynosiła 2 osoby/km². W styczniu 2015 r. Freissinières zamieszkiwało 209 osób, przy gęstości zaludnienia wynoszącej 2,4 osób/km².